# 종달새의 비상 (본 윌리엄스)
《종달새의 비상》 또는 《종달새는 날아오르고》(영어: The Lark Ascending)는 영국의 작곡가 본 윌리엄스가 1914년에 쓰고 1920년에 개정한 바이올린 협주곡 형식의 작품이다. 1921년에 이르러서야 처음으로 연주되었다. 

## 악기 편성
독주 바이올린, 플루트2, 오보에, 클라리넷2, 바순2, 호른2, 트라이앵글, 현악기

## 구성과 빠르기
하나의 악장으로만 이루어져 있으며, 빠르기는 안단테 소스테누토(Andante Sostenuto)다.

## 연주 시간
보통의 연주 시간은 13분에서 16분 사이이다.